# Тодор Недков
Тодор Недков Недков е български дипломат от края на XIX – началото на XX век.

## Биография
Роден е в 1869 година в Свищов. Завършва право в Парижката политическа школа.
В 1902 година Недков става български търговски агент в Скопие, Османската империя. В 1908 година поема търговското агентство в Битоля, като в 1910 година е повишен в консул. Остава в Битоля до 1913 година. От 1913 година до 1915 година е български консул в Одрин.
През 1914 година Тодор Недков е назначен за български генерален консул в Солун, Гърция. На 18 декември 1914 година екзарх Йосиф I записва в дневника си:
| „ | Дохожда Недков, генерален консул в Солун. Той е един от най-добрите консули. Разказа ми как в Солун гърците унищожили всичко българско: училища, църкви, здания народни и наредили даже и старите вечер да ходят да учат гръцки. Така че в непродължително време всичко българско ще изчезне. Ако България обяви война на Гърция, тая последната не ще бъде сама, и е добре подготвена, та тука трябва добре да се знае това. | “ |

- Рапорт от Недков до премиера Васил Радославов за изравянето на българските гробове в централните български гробища в Солун и завземането на гробищната църква-параклис „Свети Павел“ от гърците, 22 септември 1914 г.

След намесата на България в Първата световна война на страната на Централните сили на 14 октомври 1915 година, френски военни части окупират българското генерално консулство, конфискуват цялата собственост, а Тодор Недков губи цялата си собственост. Недков заедно с останалите консули на страните от Централните сили е арестуван и откаран във Франция. Като противомярка българските власти арестуват британския и френския консул. През януари Недков е освободен на границата на неутрална Швейцария. Имуществото на консулството е разпродадено на търг.
В края на войната Недков е ръководител на Българската културна мисия в Швейцария със седалище в Берн. След войната в 1920 – 1921 година Тодор Недков е пълномощен министър в Румъния. От 1924 до 1933 година е пълномощен министър в Австрия.
- Писмо от Тодор Александров до Недков, 20 март 1919 г.

През април 1933 година Недков е сред основателите на Ротари клуб в България.
Недков умира в 1950 година в София. Негова дъщеря е художничката Вера Недкова (1908 – 1996).

## Памет
На Тодор Недков е наречена улица в кварталите „Студентски град“ и „Малинова долина“ в София (Карта).